# 여양고등학교
여양고등학교(麗陽高等學校)는 대한민국 전라남도 여수시 소라면 덕양리에 있는 사립 고등학교이다.

## 학교 연혁
- 1966년 11월 19일 : 학교법인 춘당 학원 설립 인가
- 1966년 11월 19일 : 춘당학원 초대 김주식 이사장(설립자) 취임
- 1969년 11월 22일 : 여양실업고등학교 인가 및 개교
- 1970년 12월 21일 : 여양종합고등학교로 교명 변경
- 1973년 1월 11일 : 제1회 졸업식 거행
- 1987년 3월 1일 : 여양고등학교로 교명 변경
- 2012년 1월 6일 : 급식실 준공
- 2016년 9월 12일 : 체육관 준공
- 2019년 1월 10일 : 춘당학원 제11대 이점자 이사장 취임
- 2019년 3월 30일 : 도서관 · 시청각실 준공
- 2024년 3월 1일 : 제15대 김영안 교장 취임
- 2025년 2월 6일 : 제53회 졸업 121명 (졸업생 총수 8,432명)

## 참고 자료
- 여양고등학교 - 한국교육학술정보원 학교알리미